# Округ Городенка
О́круг Городе́нка (нем. Bezirk Horodenka, Городе́нский уе́зд, пол. Powiat horodeński) — административная единица коронной земли Королевства Галиции и Лодомерии в составе Австро-Венгрии, существовавшая в 1867—1918 годах. Административный центр — Городенка.
Площадь округа в 1879 году составляла 8,35 квадратных миль (480,46 км2), а население 71 565 человек. Округ насчитывал 55 поселений, организованные в 50 кадастровых муниципалитетов. На территории округа действовало 2 районных суда — в Городенке и Обертине.
После Первой мировой войны округ вместе со всей Галицией отошёл к Польше.